# سرطان تخمدان

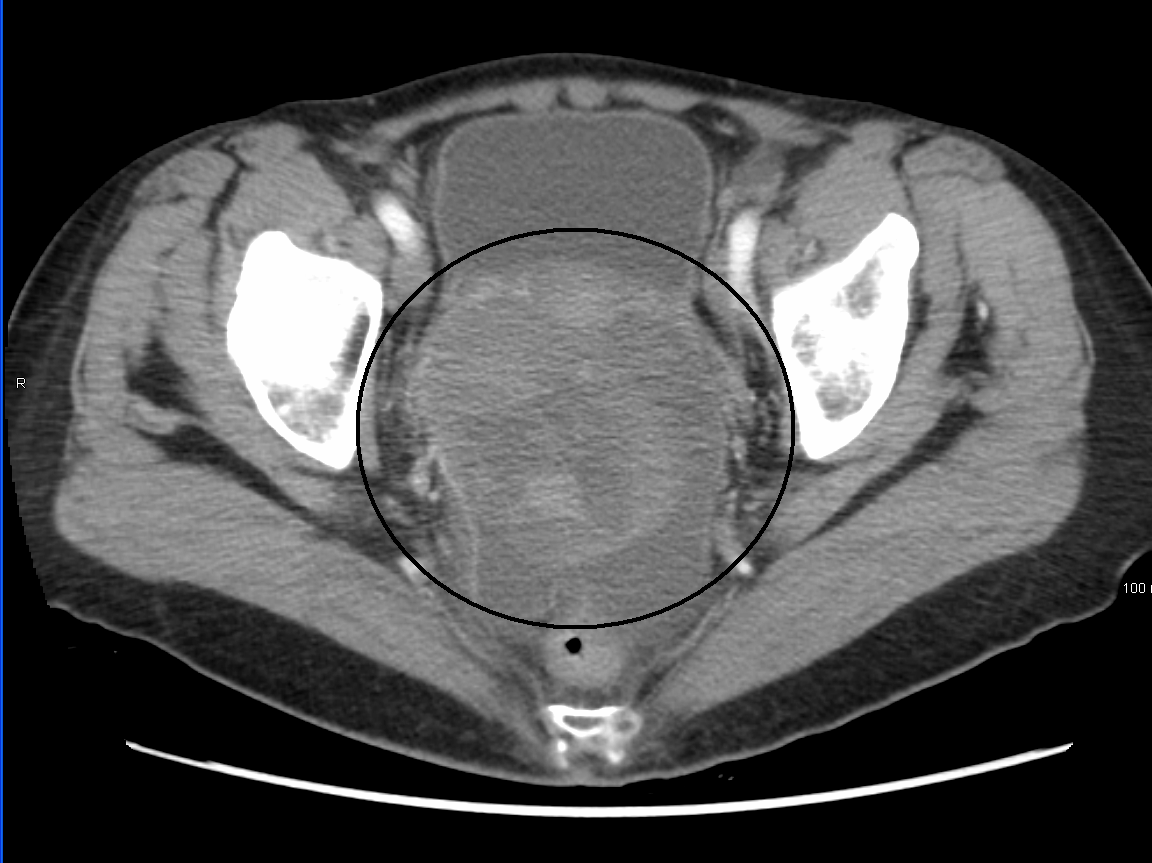
یک سرطان تخمدان خیلی بزرگ که در سی تی مشخص شده‌است.

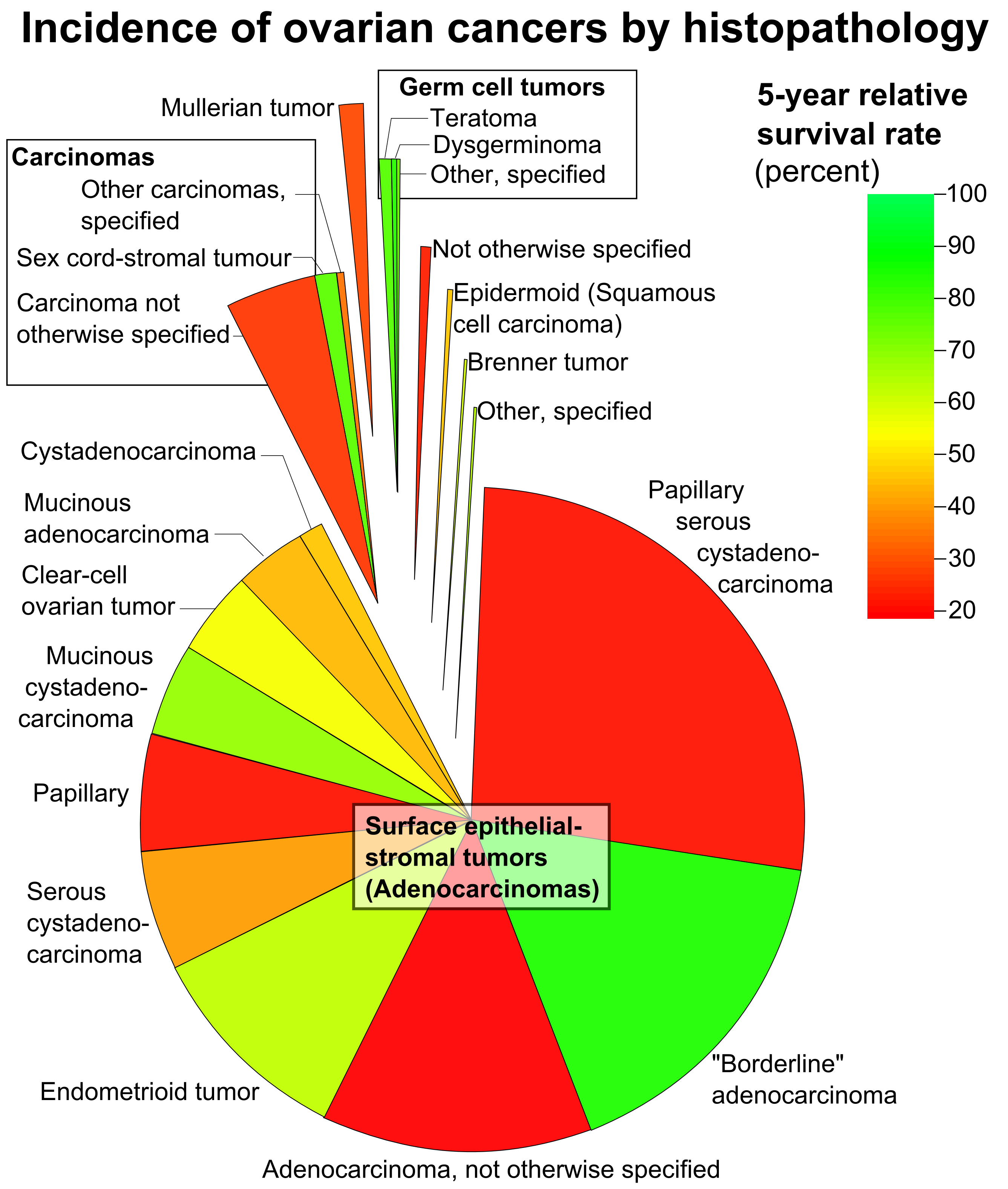
سرطان تخمدان در زنان بالای ۲۰ سال

سرطان تخمدان (به انگلیسی: Ovarian cancer) نوعی از سرطان است که از تخمدان شروع می‌شود. این بیماری منجر به ایجاد سلول‌های غیرعادی می‌شود که توانایی حمله یا گسترش به دیگر بخش‌های بدن را دارند. ممکن است در آغاز این فرایند علائم مبهم یا غیرآشکار باشند، اما با پیشرفت سرطان احتمال بروز علائم بیشتر شود. علائم می‌توانند شامل نفخ، درد لگن، تورم شکم، و دیگر علائم باشند. نواحی که احتمال گسترش سرطان به آن‌ها وجود دارد شامل این موارد هستند: دیوارهٔ شکم، غدد لنفاوی، ریه‌ها، و کبد.

## علت ابتلا
خطر ابتلاء به سرطان تخمدان در کسانی که بیشتر تخمک‌گذاری می‌کنند بیشتر است؛ بنابراین کسانی که هیچ وقت فرزندی نداشته‌اند در معرض خطر بالاتری هستند. همچنین کسانی که تخمک گذاریشان در سنین پایین‌تری آغاز می‌شود یا در سن بالاتری یائسه می‌شوند نیز در معرض چنین خطری هستند. دیگر عوامل خطر شامل این موارد هستند: هورمون درمانی پس از یائسگی، داروهای باروری، و مرض چاقی. عواملی که خطر ابتلاء را پایین می‌آورند شامل این موارد هستند: کنترل هورمونی، بستن لوله‌های رحمی، و شیردهی. حدود ۱۰٪ موارد بیماری در پی ریسک وراثتی به وجود می‌آیند، و در کسانی رخ می‌دهد که جهش ژنتیکی دارند. BRCA1 همچنین کسانی که BRCA2 حدود ۵۰٪ احتمال دچار شدن به سرطان تخمدان را دارند جزء این جمعیت هستند. افرادي كه سابقه كانسر اندومتر رحم يا پستان يا كولون داشته اند و نيز افراد مبتلا به اندومتريوز در خطر بيشتري جهت ابتلا به كانسر تخمدان هستند و بايد مكررا خود را چك كنند  رایج‌ترین نوع سرطان تخمدان که بیش از ۹۵٪ موارد را شامل می‌شود، کارسینومای تخمدان است. حدود پنج نوع اصلی از کارسینومای تخمدان وجود دارد که از میان آن ها-نوعی که درجهٔ جدیت بالایی دارد، شایع‌ترین نوع بیماری است. باورها بر این است که این تومورها از سلول‌هایی آغاز می‌شوند که تخمدان‌ها را می‌پوشانند، اما برخی گونه‌ها ممکن است که از لوله رحم شروع شوند. انواعی که شیوع کمتری دارند شامل تومور ژرم سل و استرومال بند ناف هستند. تشخیص بیماری معمولاً از طریق آزمایش بافت‌برداری تأیید می‌شود که این بافت طی عمل جراحی برداشته می‌شود.

## پیشگیری و درمان
غربال گری برای زنانی که ریسک متوسطی دارند پیشنهاد نمی‌شود، چرا که شواهد کاهش مرگ و میر را ثابت نکرده‌اند و میزان بالای تست‌های کاذب موجب عمل غیرضروری می‌شود که ریسک‌های مخصوص به خود را دارد. ممکن است کسانی که در معرض ریسک بالایی هستند، تخمدان خود را برای پیشگیری بردارند. اگر سرطان تخمدان در مراحل اولیه باشد و مورد معالجه قرار گیرد، ممکن است درمان شود. درمان معمولاً شامل ترکیبی از پرتودرمانی یا شیمی‌درمانی است. نتیجهٔ درمان به این عوامل بستگی دارد: میزان گسترش بیماری و زیرگونهٔ سرطانی که فرد به آن مبتلا است. به‌طور کلی، میزان بقای پنج ساله در ایالات متحده حدود ۴۵٪ است. نتایج در کشورهای در حال توسعه بدتر هستند.

## آمار شیوع
در سال ۲۰۱۲، شمار ۲۳۹۰۰۰ زن در سطح جهان به سرطان تخمدان مبتلا شدند که ۱۵۲۰۰۰ مورد تلفات به همراه داشت. طبق این آمار، این بیماری به عنوان هفتمین-نوع رایج سرطان و-هشتمین عامل مرگ ناشی از سرطان در زنان شناخته شد. این بیماری نسبت به آفریقا و آسیا، در آمریکای شمالی و اروپا رایج تر است.

## علائم و نشانه‌ها

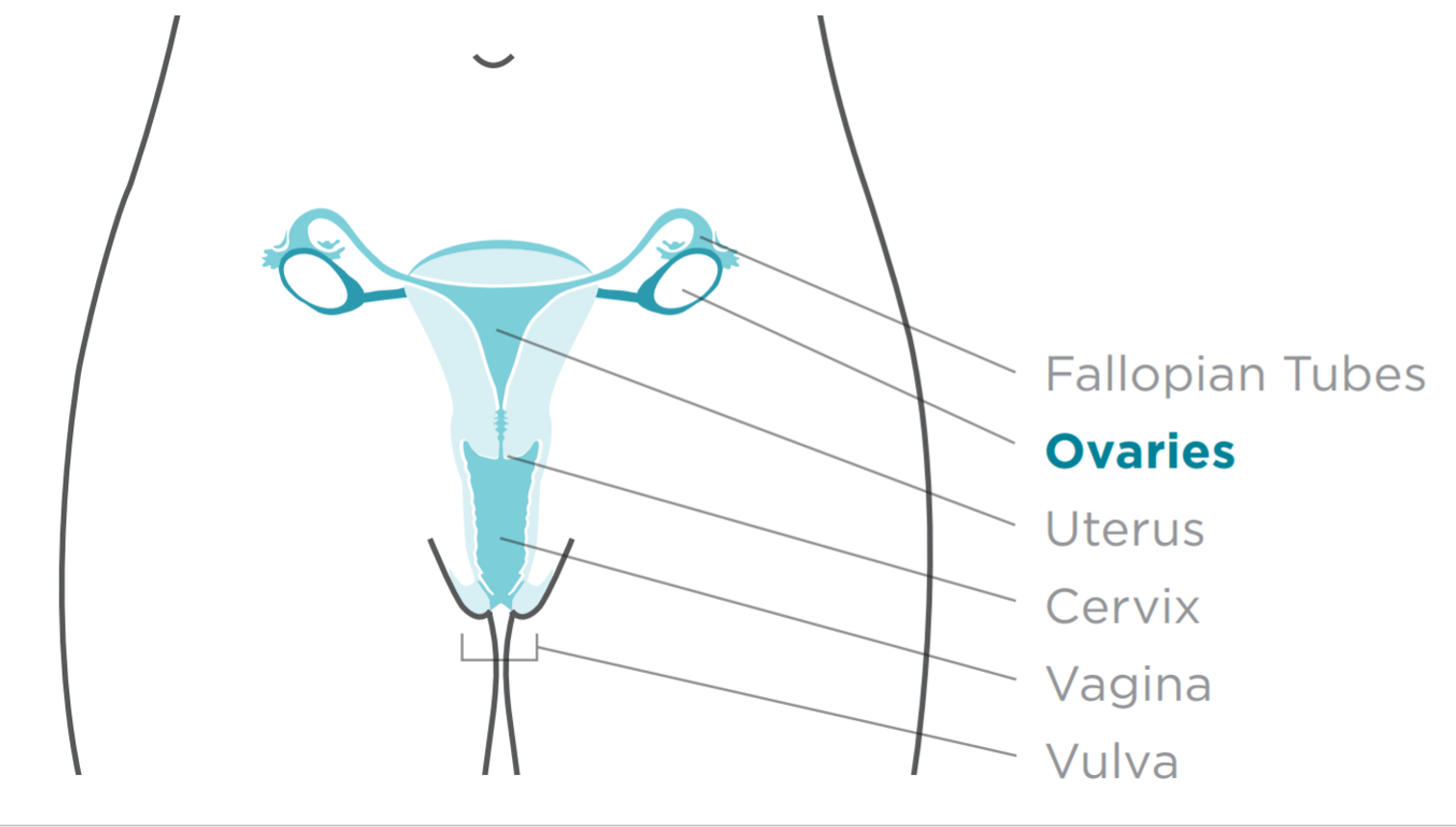
محل سرطان تخمدان

### علائم اولیه
علائم اولیه سرطان تخمدان ممکن است غیرقابل مشاهده یا ضعیف باشند. در بیشتر موارد، علائم چند ماه قبل از تشخیص وجود دارد. علائم را می‌توان با علت سندرم روده تحریک پذیر اشتباه گرفت. مراحل اولیه سرطان تخمدان بدون درد هستند. علائم می‌توانند بر اساس نوع زیر متفاوت باشند. تومورهای پرفیوای بدخیم (LMP)، که به عنوان تومورهای مرزی نیز شناخته می‌شوند، باعث افزایش CA125 نمی‌شوند و با سونوگرافی قابل تشخیص نیستند. علائم معمول یک تومور LMP می‌تواند شامل شکاف شکمی یا درد لگن باشد. به خصوص توده‌های بزرگ تمایل به خوش‌خیم یا مرزی دارند.
نشانه‌های سرطان تخمدان عبارتند از درد یا ناراحتی در ناحیه شکمی، شکمی یا لگن، درد کمر، قاعدگی نامنظم یا خون‌ریزی پس از یائسگی، درد یا خون‌ریزی پس از یائسگی در طی رابطه جنسی، از دست دادن اشتها، خستگی، اسهال، سوء هاضمه، سوزش سر دل، تهوع و احتمالاً علائم ادراری (از جمله ادرار مکرر و ادرار فوری). ممکن است روند اجابت مزاج شما مختل شود. اگر یک روز یبوست دارید و روز دیگر دائم در توالت هستید، ممکن است در معرض سرطان تخمدان باشید. این امر در مورد ادرار نیز صدق می کند، بخصوص اگر به‌طور ناگهانی دچار بی اختیاری می شوید.

### علائم ثانویه
توده رو به رشد ممکن است باعث ایجاد درد در هنگام پیچش تخمدانی شود. علائم ممکن است به علت فشار دادن توده به اندامهای دیگر شکم یا متاستاز باشد. متاستاز ممکن است یک گره را ایجاد کند. به ندرت، تراتوم می‌تواند سبب ایجاد سندرم تراتوم یا گلیوماتوز صفاقی شود. بعضی از افراد بعد از یائسگی، منومورهراژی و خونریزی غیرطبیعی رحم در اغلب موارد تجربه می‌کنند. سایر علائم رایج عبارتند از: هیرسوتیسم، درد شکمی، ویرولیز شدن و تودهٔ آدنکس.

## عوامل تأثیرگذار
بتازگی مطالعات محققان مرکز سرطان تگزاس نشان داد که داروهای مسدودکننده بتا که برای کاهش فشار خون تجویز می‌شوند، خواص ضد سرطانی دارند. هورمون‌های استرس نقش مهمی در توسعه سرطان دارند. تحقیقات نشان می‌دهد داروهای مسدودکننده بتا که معمولاً برای کاهش فشار خون و بیماری‌های قلبی تجویز می‌شوند، با تأثیر بر هورمون‌های استرس، خواص ضد سرطانی دارند. تأثیر این داروها در سرطان تخمدان و طول عمر بیماران به اثبات رسیده‌است. تحقیق بر روی هزار و ۴۲۵ زن مبتلا به سرطان تخمدان که از سال ۲۰۰۰ تا ۲۰۱۰ درمان شده‌اند، نشان می‌دهد که استفاده از یک داروی مسدودکننده بتا به نام پروپرانولول سبب طول عمر این افراد می‌شود.
نتایج تحقیقات گروهی از دانشمندان دانشکده بهداشت دانشگاه هاروارد نشان می دهد که مصرف منظم آسپرین با دوز بسیار کم می تواند خطر ابتلا به سرطان تخمدان را کاهش دهد. آنها بر این باور هستند که مصرف آسپرین به کاهش میزان التهاب هایی کمک می کند که به رشد سلول های سرطانی در تخمدان منجر می شوند.